# Revolta Nacional Eslovaca
A Revolta Nacional Eslovaca (em eslovaco:  Slovenské národné povstanie, abreviado SNP) ou Levante de 1944 foi uma insurreição armada organizada pelo movimento de resistência eslovaco durante a Segunda Guerra Mundial contra o governo fantoche da Eslováquia apoiado pelo Terceiro Reich. Foi lançada em 29 de agosto de 1944 na cidade de Banská Bystrica em uma tentativa de derrubar o governo colaboracionista de Jozef Tiso e estabelecer uma área governada pelos partisans eslovacos para apoiar o avanço do Exército Vermelho sobre a Eslováquia. Embora as forças rebeldes foram derrotadas pela Alemanha após dois meses de combates, as guerrilhas continuaram até que o exército soviético tomou a Eslováquia em 1945.

Mapa da situação nos primeiros dias da revolta.

Com o avanço das forças soviéticas e a crescente impopularidade do regime filo-fascista do monsenhor Jozef Tiso, os alemães e o governo estudaram a possibilidade de uma ocupação completa do país. Dado este risco e para facilitar o avanço soviético, o Conselho Nacional Eslovaco (SNR) lançou uma insurreição em 29 de agosto de 1944 em Banska Bystrica. Logo os rebeldes controlaram grande parte do centro-oeste do país. Fracassaram, no entanto, na captura da capital.
A situação internacional também parecia favorecer a mudança de lados na Eslováquia: em 23 de agosto de 1944, a Romênia havia abandonado a Alemanha, facilitando o acesso do exército soviético nos Balcãs. Em Varsóvia, a resistência havia aumentado em 1 de agosto.
Tiso, considerando a revolta como uma tentativa de golpe de Estado pelos comunistas, buscou ajuda da Alemanha. Um grande número de unidades alemãs entraram no país e, após dois meses de combates sangrentos, conseguiu esmagar a rebelião.
A minoria alemã, que tinha se beneficiado de uma posição privilegiada desde a independência do país com o apoio do Reich, sofreu grandes atrocidades durante a revolta.
O governo pró-alemão permaneceu no poder (e puramente nominal) até a libertação em janeiro de 1945 pelo exército soviético.
No período pós-guerra, muitas entidades políticas tentaram "sequestrar" o crédito pelo levante. O regime comunista na Checoslováquia apresentou o levante como um evento iniciado e regido exclusivamente por forças comunistas. Os nacionalistas eslovacos, por outro lado, argumentam que a revolta foi uma conspiração contra a nação eslovaca, pois um dos seus principais objetivos era restaurar a Checoslováquia, onde os eslovacos eram politicamente dominado pelos tchecos.

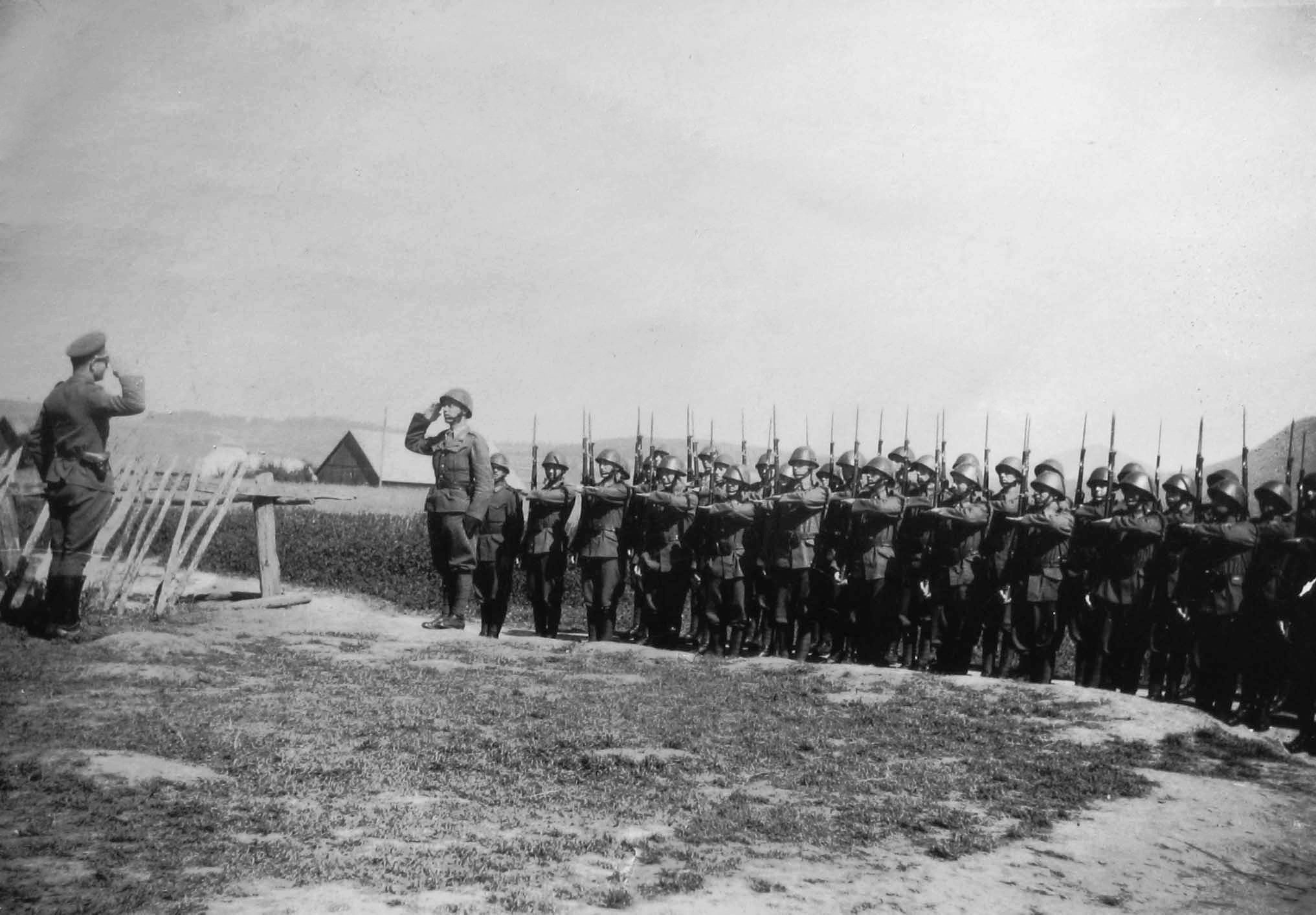
Forças eslovacas leais a Tiso tomam parte na repressão a revolta

De fato, muitas facções lutaram na insurreição, incluindo unidades rebeldes do Exército da Eslováquia fantoche, muitos partisans nacionalistas eslovacos e anti-nazistas, partisans comunistas e as forças enviadas pelo governo da Checoslováquia no exílio. Dada essa divisão, o levante não teria um apoio popular inequívoco. No entanto, entre os participantes e simpatizantes do levante estavam representados quase todas as religiões, classes, gêneros, idades e facções políticas anti-nazistas da nação eslovaca.

## Ligações Externas
- Slovak National Uprising Museum in Banská Bystrica
- Friends of Dukla Pass Association
- Czechoslovak military units in USSR (1942–1945)
- Slovak National Uprising Anniversary website